# Браун, Брене
Брене Браун (англ. Brené Brown, род. 18 ноября 1965) — американская писательница, профессор Хьюстонского университета, магистр социальной работы (Университет Остина, 1996), доктор философии (PhD) (Хьюстонский университет, 2002).
Исследования и книги Браун посвящены вопросам, связанным с чувствами стыда и уязвимости, а также с храбростью и полноценностью жизни. В 2015 году она основала площадку онлайн-образования COURAGEworks для обучения психологов и психотерапевтов её методам работы со стыдом и уязвимостью. Её книги «Великие дерзания» и «Дары несовершенства» вошли в список бестселлеров по версии The New York Times в 2013 году.
В 2010 году Браун выступила на конференции TEDx Houston (неофициальном мероприятии конференции TED). Видеозапись выступления опубликовали на основном сайте TED, и в 2013 году она входила в десятку самых популярных выступлений конференции TED.

## Биография
Родилась в Сан-Антонио, штат Техас, отрочество провела в Новом Орлеане, штат Луизиана. Была крещена в епископальной церкви, но воспитывалась в католической традиции. Позже отошла от церкви, но через 20 лет вернулась в католичество. Высшее образование получила в Техасе. Живет в Хьюстоне, штат Техас, с мужем и двумя детьми.

## Писательская деятельность
Первую книгу Браун «Женщины и стыд» («Women and Shame») отвергли многочисленные агенты и издатели (требуя изъять слово «стыд» из названия), поэтому Браун опубликовала книгу самостоятельно. Позже она продала её издательству Penguin и оно опубликовало переработанную книгу под новым названием «I Thought It Was Just Me (but it isn’t)».
Сначала Браун писала только о женском опыте, поскольку опиралась на свои собственные проблемы и решения, но в книгу «Стать сильнее. Осмыслить реальность. Преодолеть себя. Всё изменить» вошли результаты её исследований и интервью не только с женщинами, но и с мужчинами.
Обзоры книги «Великие дерзания» опубликовали The Washington Post и The Wall Street Journal.

## Книги
- Brown B. I Thought It Was Just Me (but it isn’t): Telling the Truth About Perfectionism, Inadequacy, and Power, 2007
- Brown B. Connections: A 12-Session Psychoeducational Shame-Resilience Curriculum. Center City, MN: Hazelden, 2009
- Brown B. The Gifts of Imperfection: Letting Go of Who We Think We Should Be and Embracing Who We Are, 2010
- Brown B. Daring Greatly: How the Courage to Be Vulnerable Transforms the Way We Live, Love, Parent, and Lead, 2012
- Brown B. Rising Strong: The Reckoning, The Rumble, The Revolution, 2015
- Brown B. Braving the Wilderness: The Quest for True Belonging and the Courage to Stand Alone. Description & contents, 2017
- Brown B. Dare to lead 2018

### Переводы на русский язык
- «Все из-за меня (но это не так)»
- «Дары несовершенства. Как полюбить себя такой, какая ты есть»
- «Великие дерзания»
- «Стать сильнее. Осмыслить реальность. Преодолеть себя. Всё изменить»

### Статьи
- Brown, B. (2007): Feminist Standpoint Theory. In S.P.Robbins, P.Chatterjee & E.R.Canda (Eds.), Contemporary human behavior theory: A critical perspective for social work (Rev. ed.). Boston: Allyn and Bacon.[24]
- Brown, B. (2007): Shame Resilience Theory. In S.P.Robbins, P.Chatterjee & E.R.Canda (Eds.), Contemporary human behavior theory: A critical perspective for social work (Rev. ed.). Boston: Allyn and Bacon.